# Euphorbia ambovombensis
Euphorbia ambovombensis är en törelväxtart som beskrevs av Werner Rauh och Razaf.. Euphorbia ambovombensis ingår i släktet törlar, och familjen törelväxter. IUCN kategoriserar arten globalt som sårbar.

## Underarter
Arten delas in i följande underarter:
- E. a. ambatomenahensis
- E. a. ambovombensis

## Bildgalleri

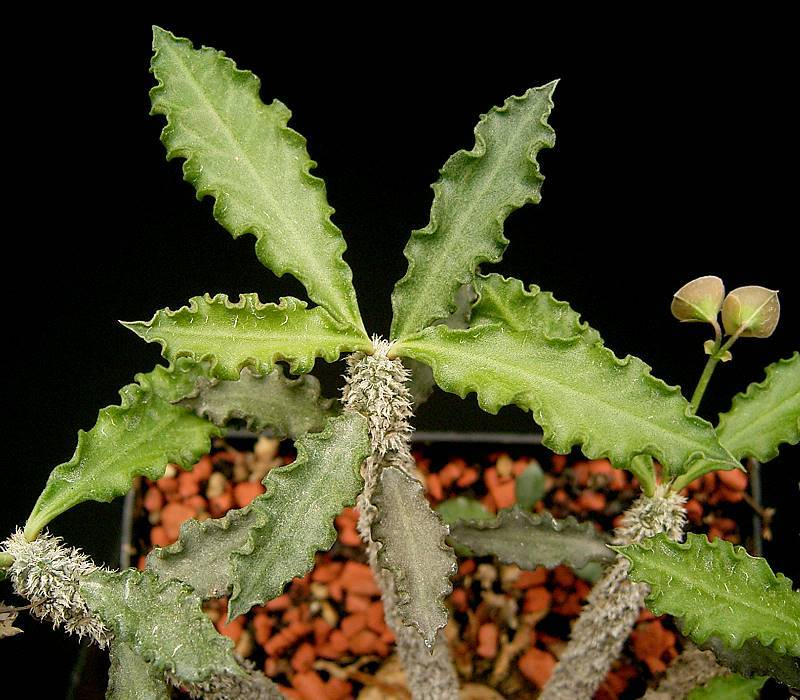
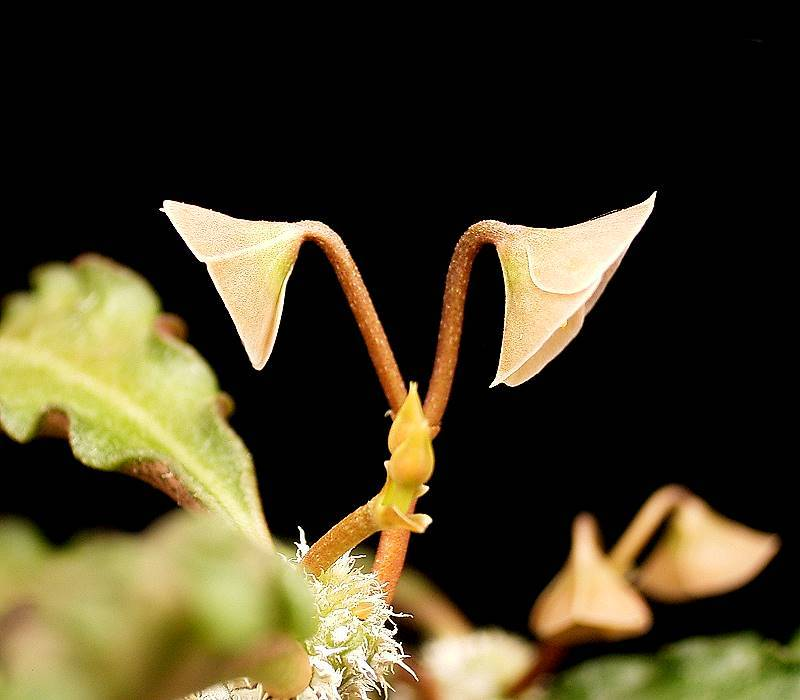
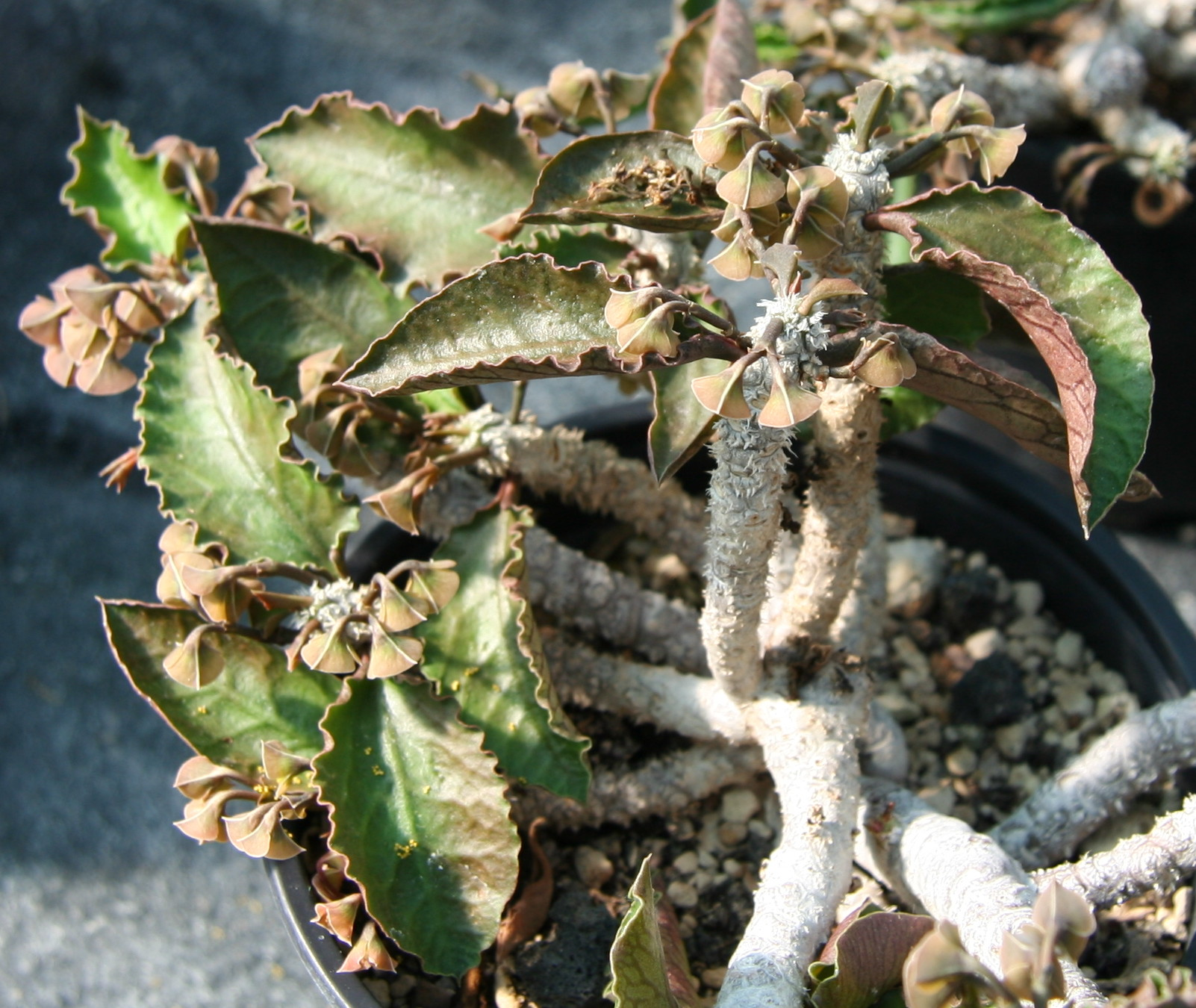